# ソフトフォン
ソフトフォン（英: softphone）は、専用の機器を使わずに一般的なコンピュータでインターネット経由の電話を可能とするソフトウェアである。普通の電話機と同じような操作感覚で利用できるよう設計されており、場合によっては画面上に電話の画像を表示したり、操作可能なパネルやボタンを表示する。一般にヘッドセットをサウンドカード経由で接続して使うか、受話器型のUSBフォンを接続して使う。スマートフォンで使用できるアプリもある。

## 用途
通常、IP電話サービスプロバイダと契約することで、他のソフトフォンや固定電話・携帯電話と通話する。サービスプロバイダによってはPC同士の通話は無料で、固定電話・携帯電話との通話にのみ課金することもある。
もう1つの使用法としては、普通の電話機でダイヤルし、LAN経由で構内交換機 (PBX) に接続して使う場合がある。これはコールセンター環境で顧客からの電話応対によく使われ、連動して画面上に顧客情報などを表示し、オペレータが顧客と企業の関係を素早く把握できるようにしている。国によってはこの種のPBXを禁止している。
最近のスマートフォンの普及により、AGEphone、MOT/Phoneなどのソフトフォンを用いてスマートフォンを家庭用の電話機の子機として使用できるサービスも登場している。
ソフトフォンとソフトフォンに基づいたサービスは異なる。Skype、Google Talk、Vonage はIP電話サービスプロバイダだが、それぞれ独自のソフトフォンを提供しており、ユーザーは自分のコンピュータにそれをインストールして使用する。だが、これら主要3プロバイダは相互運用できず、それらの間で直接通話することはできない。

## 通信プロトコル
2つの端点で通信するには、同じ通信プロトコルを使い、音声コーデックも少なくとも1つは同じものをサポートしていなければならない。サービスプロバイダの多くは、通信プロトコルとしてIETFのSIP (Session Initiation Protocol) を使っているが、Skype は完全に独自なシステムを使っており、Google Talk はXMPPに基づいている。

## 機能
標準的な電話の機能（着信拒否、ミュート、DTMF、保留、転送など）はすべて備えており、在席情報、動画、高帯域音声などの新たな機能もある。必要最小限のコーデックとしては、G.711、GSM、iLBC がある。ベンダーによっては、これら以外のコーデックや独自機能も提供している。

## 要求仕様
音声通話をインターネット上で行うには、以下が必要である。
- マイクロフォンとスピーカー、あるいはヘッドセットやUSBフォンを接続した比較的新しいPC・またはスマートフォン
- DSL、Wi-Fi、LAN、3G回線、4G回線（モバイルブロードバンド）などの高品質なインターネット接続。音質が低くてもよければ28.8kbpsのモデムでもよい。
- IP電話サービスプロバイダとの契約